# زمین‌لرزه ۱۳۹۶ فریمان
زمین‌لرزهٔ ۱۳۹۶ فریمان زمین‌لرزه‌ای به بزرگای گشتاوری ۶٫۱(Mw) بود که ساعت ۱۰ و ۳۹ دقیقه روز ۱۶ فروردین ۱۳۹۶، در عمق ۱۰ کیلومتری زمین در منطقه سفید سنگ از توابع شهرستان فریمان استان خراسان رضوی رخ داد.
این زمین‌لرزه در منطقه ای نزدیک به گسل کشف‌رود روی داد. رومرکز این زمین‌لرزه در ۳۰ کیلومتری سفیدسنگ، ۴۷ کیلومتری فریمان، ۷۵ کیلومتری تربت جام و ۸۶ کیلومتری مشهد قرار داشت.
بر اساس گزارش‌ها پس از وقوع زمین لرزه تلفنهای ثابت، موبایلها و سایر وسایل ارتباطی در مناطق زلزله زده دچار اختلالات فراوان گردید، چهار روستا در خراسان رضوی تخریب و خبرگزاری‌ها از کشته شدن دو نفر و زخمی شدن چهارده نفر دیگر خبر دادند